# 塩化レニウム(VI)
塩化レニウム(VI) (Rhenium(VI) chloride) は、化学式が ReCl6 の無機化合物である。黒色の常磁性固体である。分子は塩化タングステン(VI)と同じ八面体形分子構造をしている。

## 合成と反応
初めは、レニウムフィルムの塩素化による混合物として生成された。大量のサンプルは、フッ化レニウム(VI)と過剰量の三塩化ホウ素の反応により合成される。
2 ReF6  +  6 BCl3  →   ReCl6  +  6 BF2Cl
塩化レニウム(V)と比べ、室温で不安定である。
2 ReCl6  →   [ReCl5]2  +  Cl2